# Boulevard Lobau
Pour les articles homonymes, voir Lobau (homonymie).
Le boulevard Lobau est une voie située à l'est de la ville de Nancy, dans le département de Meurthe-et-Moselle, en région Lorraine.

## Situation et accès
Le Boulevard Lobau est une des principales artères à double sens de circulation longeant la canal, à l'entrée dans la ville.

## Origine du nom
Cette rue porte le nom de Georges Mouton, comte de Lobau, maréchal et pair de France.

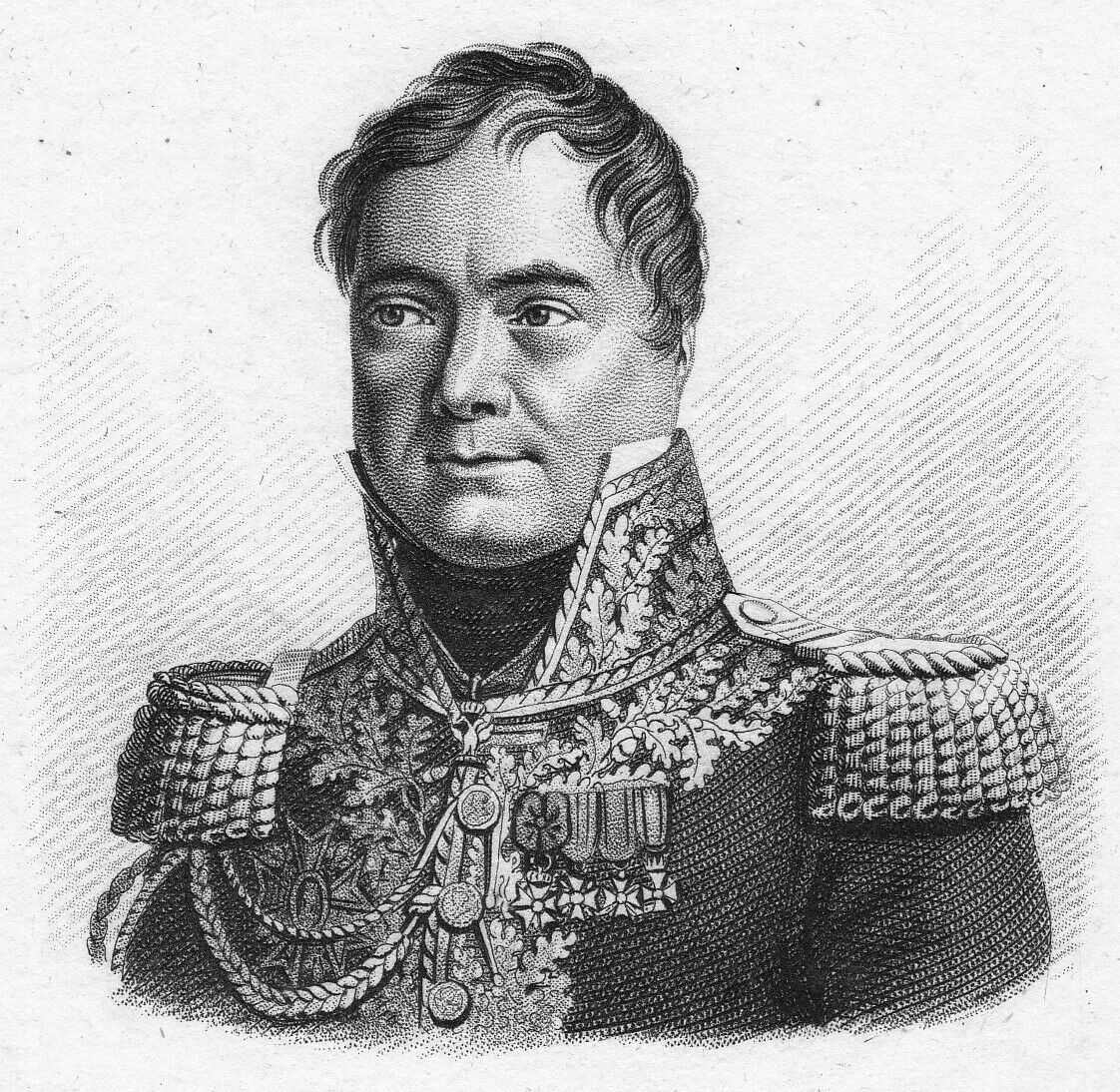
Georges Mouton, comte de Lobau.

## Historique
Cette nouvelle artère, projetée dès 1863, avait été ainsi nommée, sur le plan primitif, mais ne fut ouverte qu'en 1874.
Un autopont avait été construit en 1972 pour enjamber le carrefour avec la rue Molitor, mais il a été démonté en 1999.

## Bâtiments remarquables et lieux de mémoire
- Immeuble et usine de meubles dit Maison Vallin inscrits au titre des monuments historiques par arrêté du 3 juin 1994 au no 6[2] et au no 8[3].